# Rate Your Music
Rate Your Music (или RYM) — база метаданных, позволяющая пользователям оценивать и рецензировать музыкальные альбомы, мини-альбомы, синглы, видео, бутлеги и (начиная с 2009 года) фильмы. Эти данные используются впоследствии для выработки рекомендаций пользователям и чартов релизов. Взвешенное среднее арифметическое используется для создания таких списков, постоянные участники, которые пишут рецензии и больше оценивают альбомов, имеют больший вес голосов. Это вики-сайт, в том смысле, что пользователи могут добавлять, редактировать и удалять содержимое, однако большинство изменений должны быть одобрены модераторами.

## История
Rate Your Music был основан 24 декабря 2000 года Хоссейном Шарифи (англ. Hossein Sharifi). Версия сайта  RYM 1.0   использовалась с момента основания по 7 августа 2006 года, когда была представлена версия RYM 2.0, добавляющая дополнительные функции, а также обладающая обновленным визуальным оформлением.